# Charleston (Západní Virginie)
Charleston je hlavním a největším městem amerického státu Západní Virginie nalézající se na soutoku řek Elk a Kanawha v okrese Kanawha. Údaje z roku 2000 uvádějí 53 421 obyvatel centrálního města.
Zpočátku byly nejdůležitějšími průmyslovými zdroji sůl a plyn, později se jimi stala ložiska uhlí. V současné době hrají nejvýznamnější roli v ekonomice města obchod, podniky veřejné služby, vláda, lékařství a vzdělávání.
První trvalé sídlo, Ft. Lee, bylo na místě vybudováno již v roce 1788.
Charleston je sídlem baseballového týmu nižší ligy West Virginia Power (dříve Charleston Alley Cats) a každoročně se tam koná patnáctimílový (24 km) běh Charleston Distance Run. Ve městě se také nachází letiště Yeager Airport a University of Charleston; je též domovem letky jménem 130th Airlift Wing of the West Virginia Air National Guard.
Ve městě najdeme parky jako je např. Cato Park či Coonskin Park, a Kanawha State Forest, což je rozlehlý státní park s bazénem, kempy, cyklostezkami a stezkami pro pěší, místy pro piknik a i několik chat pro rekreační účely.

## Historie

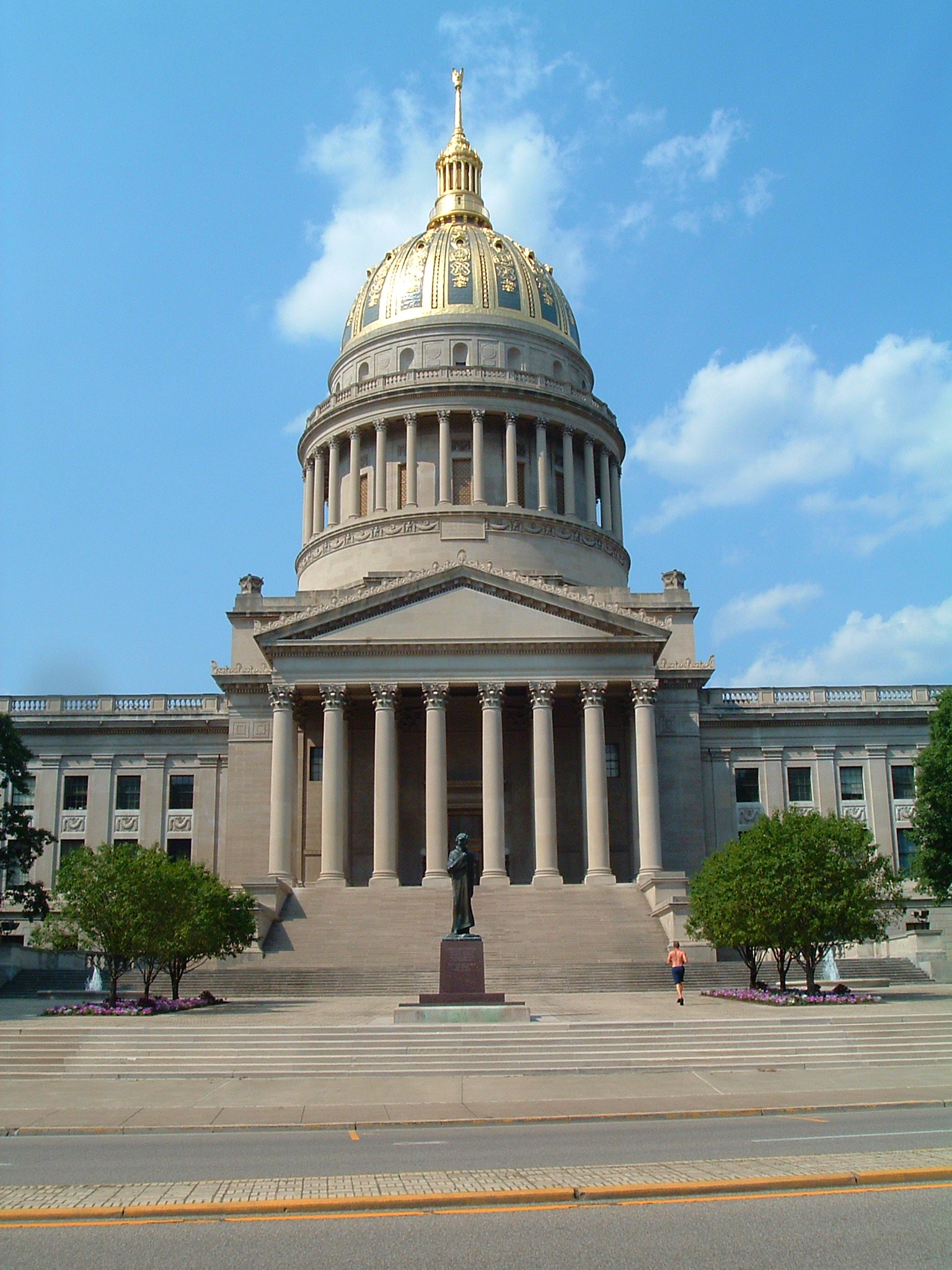
West Virginia State Capitol - sídlo vlády státu

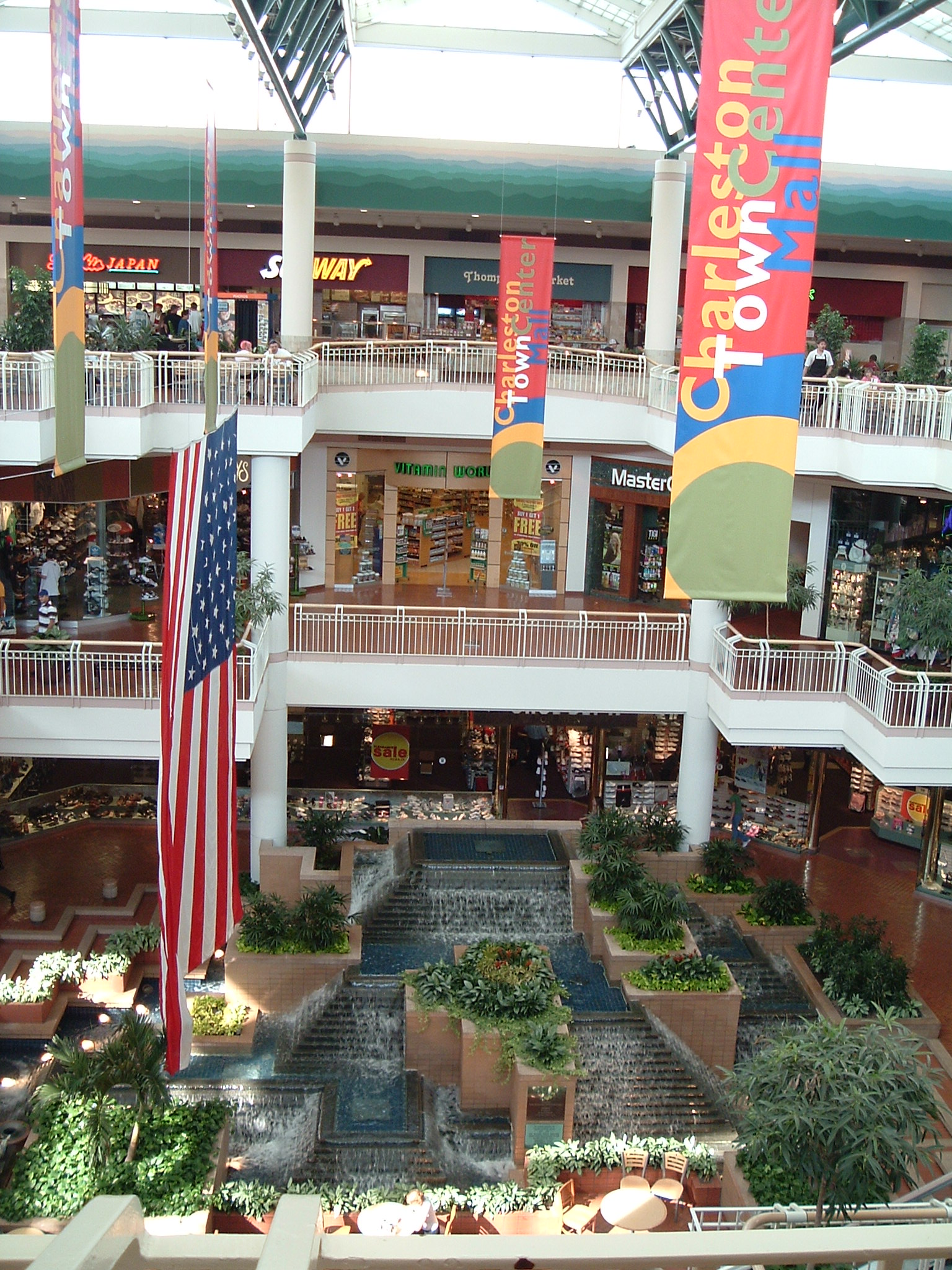
Charleston Town Center Mall

### Začátky
Po Americké válce za nezávislost se vydali první průzkumníci pryč od původních osad. Mnoho z nich se pomalu stěhovala do západních částí Virginie. Využíváním jejích bohatých zdrojů se Charleston stal významnou součástí historie Virginie a Západní Virginie. V současnosti je Charleston největším městem státu a zároveň jeho městem hlavním.
Dějiny Charlestonu začínají v osmnáctém století. V roce 1774 získala rodina Bullittů 5 km² půdy poblíž ústí řeky Elk. Pozemek byl o dvanáct let později prodán plk. Georgi Clendeninovi. První trvalá osada, Fort Lee, vznikla v roce 1788 díky plk. Clendeninovi a jeho skupině Virginia Rangerů. Osada zaujímala plochu nynější křižovatky ulic Brooks Street a Kanawha Boulevard. Historikové se domnívají, že Charleston byl pojmenován po otci plk. Clendenina Charlesovi. Název města Charles Town se později zkrátil na Charleston, aby se předešlo záměně s jiným Charles Townem v současné Západní Virginii.
O šest let později Charleston úředně ustanovil parlament virginského Commonwealthu, tzv. Virginia General Assembly. Na 40 akrech, které město tvořily v roce 1794, obývalo sedm domů 35 lidí.
Charleston je součástí okresu Kanawha. Slovo Kanawha pochází z výrazu indiánského kmene Arawaků pro kánoi z vydlabaného kmene. Vůbec první budovou okresu bylo dvoupatrové vězení, které bylo doslova vydlabáno do břehu řeky Kanawha.
Daniel Boone, který byl zmocněn jako zástupce Kanawahské domobrany, byl v roce 1791 zvolen do Virginského parlamentu. V historických dokumentech stojí, že šel až do Richmondu pěšky.

### Průmyslový rozvoj
Před počátkem 19. století byla podél řeky Kanawhy objevena ložiska soli. První sůl byla dolována už v roce 1806, což oblasti umožnilo prosperitu a rychlý hospodářský růst. Před rokem 1808 se tu vyrábělo 1250 liber soli denně. Oblast kolem Charlestonu, Kanawhaské solné pánve, nyní Malden, se měly stát největším producentem soli na světě. V roce 1818 začala fungovat Kanawha Salt Company, první trust v USA.
Během dolování soli narazil v roce 1815 kapitán James Wilson na první ložisko plynu. Stalo se tak na místě dnešní křižovatky ulic Brooks Street a Kanawha Boulevard (poblíž dnešního komplexu parlamentu). V roce 1817 bylo objeveno uhlí a začalo se postupně v solných továrnách používat jako palivo. Důležitost kanawhaského solného průmyslu začala po roce 1961 upadat, a teprve nástup 2. světové války přinesla další poptávku po chemických surovinách, jako jsou např. chlór a žíraviny, které se ze solných roztoků mohly vyrobit.

### Politický rozvoj
Město dále rostlo, až v roce 1861 přišla Americká občanská válka. Stát Virginie se odtrhl od tzv. Unie a Charleston se rozdělil na věrné Unii a Konfederaci. 13. září 1862 se odehrála Bitva o Charleston. Přestože vojska Konfederace zvítězila, město udržela jen krátce. Vojáci Unie se jen o šest týdnů později vrátili a zůstali až do samého konce války.
Sever si Charleston držel a většina západní části Virginie způsobila ještě větší problém. Virginie už od Unie byla odtržená, ale její severní část měla pod kontrolou Unie a vyvstala tak otázka státní suverenity. Uprostřed bouřlivé občanské války se Západní Virginie díky prohlášení prezidenta stala úředně státem. Abraham Lincoln prohlásil, že severozápadní oblast Virginie se vrací zpět pod Unii, a 20. července 1863 se tak Západní Virginie stala 35. státem USA.
Přestože se často říká, že Západní Virginie se od Virginie odtrhla kvůli rozdílným postojům k otroctví, skutečné důvody byly ekonomické. Těžký průmysl Severu, a především ocelářství horní oblasti řeky Ohio, byly závislé na uhlí dostupném v dolech západní Virginie. Jednotky federalizované armády byly hned na začátku války poslány z Ohia na západ Virginie, aby tak zajistily bezpečný přístup k uhelným dolům a dopravě.
Ačkoli už nyní existoval stát, osidlování oblasti hlavního města státu bylo komplikované: hlavní město Západní Virginie se několik let stěhovalo mezi Wheelingem a Charlestonem. V roce 1877 ale občané státu jako konečné umístění hlavního města zvolili Charleston a o osm let později byla otevřena první budova kapitolu.
Po požáru v roce 1921 byla rychle postavena budova nová, ale v roce 1927 také vyhořela. Výbor pro výstavbu kapitolu, ustanovený v roce 1921 legislativou, však povolil výstavbu současného kapitolu. Architekt Cass Gilbert navrhl žlutohnědou stavbu z vápence v italském renesančním stylu, který měl celkem stát téměř 10 miliónů dolarů. Poté, co byly hotové první tři etapy stavby, guvernér William G. Conley kapitol slavnostně otevřel 20. července 1932.

### Rozvoj na začátku 20. století
Charleston byl nyní centrem vlády státu. Přírodní zdroje, jako uhlí a plyn, spolu s rozšiřováním železnice k růstu také přispěly. Do státu přišla nová odvětví průmyslu, např. chemický, sklářský, dřevařský a ocelářský, přitáhly právě přírodní zdroje oblasti. V Charlestonu se rychle stavělo. Mnohé z těch domů včetně kostelů a kancelářských budov stojí v samém centru města dodnes, většinou kolem ulice Capitol Street.

Během 2. světové války nedaleko Charlestonu otevřela první a největší továrna na výrobu syntetického kaučuku v USA, která poskytovala pro válku velmi důležité výrobky. Poté, co válka skončila, se Charleston ocitl na kraji důležitých staveb. Jednou z nich během tohoto období bylo letiště Kanawha Airport (nyní Yeager Airport, pojmenované po generálovi Chucku Yeagerovi), které se stalo asi jednou z nejpozoruhodnějších 

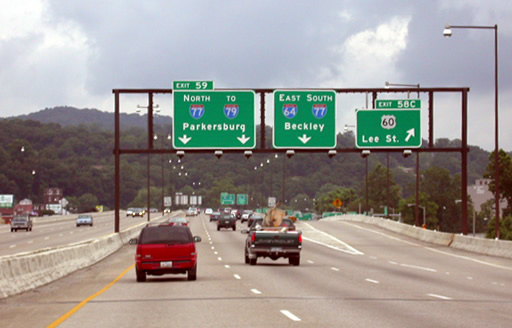
Dálnice 64 Charleston

 inženýrských úspěchů své doby. Postaveno bylo v roce 1947 a jeho výstavba zahrnovala vykácení 1.5 km² na třech vrcholcích a přestěhování více než devíti miliónů krychlových yardů země.
V roce 1959 bylo otevřeno Charleston Civic Center, které stojí dodnes, byť zcela zrekonstruované, a poskytuje nejrozlehlejší prostory pro schůze a výstavy v Západní Virginii.
V roce 1956 prezident Dwight D. Eisenhower podepsal Federal Aid Highway Act, zákon o budování systému dálnic. Charleston se stal součástí tohoto systému v 60. letech, když byly vystavěny tři velké mezistátní dálniční systémy, které se sbíhaly v Charlestonu. I díky nim je Charleston pouze na den cesty od 60 procent obyvatel USA.

### Moderní rozvoj
V roce 1983 bylo otevřeno nákupní centrum Charleston Town Center Mall. Bylo největším městským mallem na východ od řeky Mississippi a pyšnile se třemi patry obchodů a restaurací. V 80. letech začala i skutečná revitalizace centra. Byly zřízeny fondy pro vylepšení vzhledu ulic a začalo se otevírat mnoho malých firem. Nyní jsou ulice Capitol Street, Hale Street a další sousedící ulice vybranou směsí restaurancí, obchodů a firem, které se pro mnoho lidí staly opravdovým středem města.
Robert C. Byrd Federal Building, Haddad Riverfront Park a Capitol Market jsou jen několika z nově vystavěných budov, které napomohly rozvoji středu města v 90. letech. Charleston se také stal známým jako jedno z nejlepších zdravotních středisek státu. Plány na další místa pro zábavu a obchod udržují Charleston dlouhodobě aktivní.
Rok 2003 se stal významným díky otevření Clay Center for the Arts & Sciences. Centrum obsahuje Maier Foundation Performance Hall, The Walker Theatre, The Avampato Discovery Museum a také umělecké muzeum. V Centru se nachází také ElectricSky Theater, který je kombinací planetária a kina s 175 sedadly. Filmy promítané v kině mívají vzdělávací velkoformátové (70 mm) prezentace, a jsou často k vidění v podobných omnimaxových kinech. Představení v planetáriu se inscenují jako kombinace předtočených a živých programů.
V charlestonském kalendáři lze také nalézt mnoho festivalů a dalších událostí, včetně Multifestu, Vandalia Festivalu, oslav Dne nezávislosti s ohňostrojem v Parku Haddad Riverfront, a oblíbenou regatou Sternwheel, jež byla založena v roce 1970.
Charleston má jednu centrální agenturu pro hospodářský rozvoj, Charleston Area Alliance. Alliance stále spolupracuje s místními vůdčími osobnostmi a obchodní komunitou při úspěšném budování ekonomiky oblasti a revitalizace centra. Charleston má také historickou část, které se říká East End.

## Počasí během roku
V Charlestonu se střídají všechna čtyři roční období. Město leží na severním okraji vlhkého subtropického pásu, jehož základem jsou především rozdíly v nadmořské výšce. Průměrné teploty v Charlestonu jsou povětšinou teplejší než ve zbytku Západní Virginie (vyjma Huntingtonu), a to díky své poloze na západ od vyšších nadmořských výšek. Jaro je nejméně předvídatelné roční období a doopravdy většinou přichází na konci března či začátkem dubna. Od začátku března až do prvních květnových dnů jsou teploty značně proměnlivé a není nijak neobvyklé, že po slunečném teplém dni o 24 °C přijde chladný deštivý den, při kterém teplota vystoupá na pouhých sedm stupňů. Teploty jdou během května znatelně vzhůru a vyskytují se i dny až letní. Letní počasí bývá horké a vlhké s nejvyššími denními teplotami až mezi 30-35 stupni a bývá velmi vlhko. Dny na podzim jsou obvykle teplé a suché až do pozdního října, ale na noc se začíná ochlazovat. Počasí v zimě se obvykle liší od počasí obvyklého ve zbytku Západní Virginie. Spolu s Huntingtonem bývá Charleston posledním městem v tomto státu, kde začne sněžit. Zimy má Charleston mírné s průměrnými teplotami kolem 5 °C během všech zimních měsíců, i když občasná ochlazení srazí noční teploty až pod -20 °C. Kdykoli od konce listopadu do poloviny dubna může začít sněžit, přičemž nejvyšší srážky se objevují mezi lednem a únorem. Výskyt velké sněhové bouře je v této oblasti vzácností, a v Charlestonu je dokonce vzácné, aby najednou napadlo více než 30 cm sněhu. Charleston dostává velký příděl deště, jenž je rozdělen do celého roku. Ke konci jara a během léta jsou časté bouřky, které občas mohou být velmi nebezpečné. Tornáda jsou vzácností, ale během těchto bouří se objevit mohou. Velká část podzimní a zimní vláhy má formu mrholení. Nejsušším obdobím bývají měsíce září a říjen.
| Měsíc                       | I            | II         | III         | IV         | V          | VI         | VII         | VIII        | IX         | X         | XI         | XII         | Rok           |
| --------------------------- | ------------ | ---------- | ----------- | ---------- | ---------- | ---------- | ----------- | ----------- | ---------- | --------- | ---------- | ----------- | ------------- |
| Průměr nejvyšších °F (°C)   | 43 (6.1)     | 46 (7.7)   | 56 (13.3)   | 67 (19.4)  | 76 (24.4)  | 83 (28.3)  | 86 (30)     | 85 (29.4)   | 78 (25.5)  | 68 (20)   | 56 (13.3)  | 46 (7.7)    | 66 (18.8)     |
| Průměr nejnižších (°F) (°C) | 25 (-3.8)    | 27 (-2.7)  | 34 (1.1)    | 43 (6.1)   | 52 (11.1)  | 60 (15.5)  | 65 (18.3)   | 63 (17.2)   | 56 (13.3)  | 45 (7.2)  | 36 (2.2)   | 38 (3.3)    | 45 (7.2)      |
| Dešťové srážky in. (mm)     | 3.4 (86.4)   | 3.2 (81.3) | 3.9 (99.1)  | 3.3 (83.8) | 3.9 (99.1) | 3.6 (91.4) | 4.9 (124.5) | 4.0 (101.6) | 3.2 (81.3) | 2.6 (66)  | 3.3 (83.8) | 3.3 (83.8)  | 42.9 (1089.7) |
| Sněhové srážky in. (mm)     | 10.1 (256.5) | 8.7 (221)  | 5.1 (129.5) | 0.9 (22.9) | 0.0 (0.0)  | 0.0 (0.0)  | 0.0 (0.0)   | 0.0 (0.0)   | 0.0 (0.0)  | 0.2 (0.2) | 2.2 (55.9) | 5.1 (129.5) | 32.3 (820.4)  |

## Demografie
V roce 1850 žilo v Charlestonu 1050 obyvatel, v dalších desetiletích jejich počet každé dva roky stoupal o jeden až dva tisíce a na přelomu století už počet obyvatel činil 11 099. Největší nárůst (cca 20 tisíc) přišel ve 20. letech, v roce 1960 v Charlestonu žilo vůbec nejvíce obyvatel: 85 796.[zdroj?]
Podle průzkumu z roku 2000 bydlelo v Charlestonu 53 421 lidí, 24 505 domácností a 13 624 rodin. Hustota zalidnění byla 652,7/km². Bylo tam 27 131 bytových jednotek při průměrné hustotě 331,5/km². Rasově se obyvatelstvo skládá z 80,63 % bílých, 15,07 % Afroameričanů, 0,24 % Američanů, 1,83 % Asiatů, 0,03 % obyvatel původem z Oceánie, 0,30 % jiných ras, a 1,91 % lidí se hlásí ke dvěma nebo více rasám. 0,81 % obyvatel bylo hispánského nebo Latino původu z jakékoli rasy. Pět nejčastějších původů zahrnuje německé Američany (12,4 %), Angloameričany (11,6 %), Američany (11,4 %), irské Američany (10,6 %) a italské Američany (3,9 %).
V Charlestonu bylo dle průzkumu 24 505 domácností, ve kterých ze 23,7 % žily děti do 18 let, 38,9 % byly spolu žijící manželské dvojice, 13,5 % bylo samostatně žijících žen bez manžela, a 44,4 % nebyly rodiny. 38,9 % všech domácností sestávala z jednotlivců a ve 14,5 % případů to byl někdo, komu bylo nejméně 65 let a žil sám. Průměrná velikost domácnosti byla 2,11 a průměrná velikost rodiny byla 2,82.
Co se týče věkového rozložení, mělo 20,7 % pod 18 let věku, 8,4 % od 18 do 24, 27,9 % od 25 do 44, 25,3 % od 45 do 64 a 17,6 % lidí mělo 65 let či bylo starších. Středový věk tak byl 41 roků. Na každých 100 žen připadalo 87,3 mužů a na každých 100 žen ve věku 18 a vyšším bylo 83,7 mužů.
Střední příjem městské domácnosti ve městě byl $34 009 a střední rodinný příjem byl $47 975. Muži měli střední příjem $38 257 oproti $26 671 u žen. Příjem na hlavu činil ve městě $26 017. Asi 12,7 % rodin a 16,7 % obyvatelstva žilo pod hranicí chudoby, a to včetně 24,5 % lidí do věku 18 let a 11,3 % lidí ve věku 65 let nebo starších.

## Vzdělávání

### Státní školy
Město Charleston je sídlem velkého množství základních a středních škol a tzv. middle schools (přechod mezi ZŠ a SŠ pro děti mezi 11 a 14 lety) jako součást školského systému okresu Kanawha. Jeho třemi středními školami jsou Capital High School, sloučené Charleston High School and Stonewall Jackson High School; George Washington High School a Charleston Catholic High School, což je římskokatolická škola. Bývalými středními školami jsou Charleston High School, v současnosti nemocnice CAMC General Hospital, a Stonewall Jackson High School, ze které je nyní pouze middle school. Middle schools (dříve Junior High Schools) tedy kromě John Adams Middle School a Horace Mann Middle School zahrnují také Stonewall Jackson Middle School. Základních škol je v Charlestonu celkem jedenáct.

### Vysoké školy a univerzity
V Charlestonu má sídlo West Virginia University, která slouží jako nemocniční kampus pro její studenty na školách medicíny a stomatologie. Na obou školách musí navštěvovat školu v hlavním kampusu v Morgantownu, ale nemocniční praxi mohou dělat v Morgantownu nebo právě v Charlestonu.
Ve městě také funguje soukromá vysoká škola pro 1000 studentů, University of Charleston, dříve Morris Harvey College. Nachází se na MacCorkle Avenue podél řeky Kanawha. V roce 2006 tato VŠ otevřela obor farmacie.
V bezprostřední blízkosti se nachází West Virginia State University a Marshall University Graduate College, což je pouze postgraduální obor Marshall University. V oblasti je též sídlo Charlestonské pobočky Institutu Roberta C. Byrda pro Advanced Flexible Manufacturing, nezávislý program spravovaný Marshall University, který poskytuje přístup k zařízení pro computer numerical control (CNC) pro firmy ve dvou státech.
Asi 50 km od Charlestonu, v Montgomery, má kampus West Virginia University Institute of Technology. Je největším místním kampusem této university a zaměřuje se především na strojírenské studentské programy.
V Charlestonu sídlí i kampus West Virginia Junior College nacházející se v centru na adrese 1000 Virginia Street. Má akreditaci na udělování diplomů a příbuzných titulů a v Kanawha Valley funguje už téměř 115 let. Původně byla založena jako Capitol City Commercial College 1. září 1892, aby školila studenty v sekretářských a obchodních dovednostech, ale během let v ní proběhly změny v osnovách i jejím umístění.

## Ekonomika

### Významné společnosti sídlící v oblasti Charlestonu
- Appalachian Power, vlastněná firmou American Electric Power v Columbusu
- Charleston Newspapers
- Charleston Stamping and Manufacturing
- Gino's Pizza and Spaghetti
- MATRIC (Mid-Atlantic Technology, Research and Innovation Center)
- Tudor's Biscuit World
- United Bank of West Virginia, Inc.
- Walker Machinery se sídlem ve městě Belle
- West Virginia-American Water Company, vlastněná společností RWE AG z německého Essenu

### Významné společnosti založené v Charlestonu
- Restauranty Shoney's
- Diskontní obchodní domy Heck's / L.A. Joe

## Kultura

### Každoroční kulturní akce a veletrhy
Charleston každoročně pořádá množství kulturních akcí a veletrhů, které se konají po celém městě, od břehů řeky Kanawha až na plochy budov kapitolu.
Během West Virginia Dance Festivalu, konajícím se mezi 25. a 30. dubnem, studenti tance z celého státu navštěvují hodiny a workshopy baletu, jazzu a moderního tance. V závěru mají studenti představení v divadle West Virginia State Theatre, které se pro veřejnost koná zdarma. Dvakrát ročně, na konci dubna a opět znovu začátkem listopadu, se koná West Virginia International Film Festival, kde se promítá mnoho domácích i zahraničních filmů, které zahrnují filmy celovečerní, krátké, dokumentární, animované i studentské.
Na konci září Charleston hostí Daily Mail Kanawha County Majorette and Band Festival pro osm státních středních škol z okresu Kanawha. Festival začal v roce 1947 a v každoroční tradici pokračuje. Koná se na stadiónu University of Charleston.
6. května mívá v Clay Centeru představení Kanawha Kordsmen Barbershop Chorus. 40členný sbor zpívá v představení nazvaném "Songs America Sings" (Písně, co si zpívá Amerika). O víkendu před Memorial Day, posledním květnovým pondělím, se na půdě státního kapitolu koná Vandalia Gathering. Tisíce návštěvníků se baví tradiční hudbou, uměním, tancem, příběhy, řemesly a jídlem, které pocházejí z "unikátnosti západovirginské horské kultury." Za vstup se neplatí.
Od roku 2005 poskytuje v Charlestonu týden kulturních a uměleckých akcí FestivALL, který začíná 20. června, což je zároveň Dnem Západní Virginie a zahrnuje tanec, divadlo a hudbu. FestivALL umožňuje místním umělcům skvělou šanci vystavit své dílo a zaujmout a začlenit do něj ostatní lidi z místní umělecké komunity. Zlatým hřebem bývá umělecký veletrh na ulici Capitol Street a místní skupiny, které hrají naživo na pódiích postavených po celém centru města. Stejně tak se oblibě těší i festival jazzu a vína v kampusu University of Charleston, jehož se účastní místní i celonárodně známí jazzmani a kde se prezentují výrobky západovirginských vinic.

### Historické budovy a muzea
- Avampato Discovery Museum v Clay Centeru
- Sunrise Museum - nyní součástí Clay Centeru
- West Virginia State Museum
- South Charleston Museum
- St. George Orthodox Cathedral založená v roce 1892

### Parky a venkovní atrakce
- Stadión University of Charleston na Laidley Field používané pro americký fotbal, fotbal, atletiku a festivaly
- Appalachian Power Park - stadión West Virginia Power
- Cato Park - největší městský park Charlestonu s golfovým hřištěm, velkým bazénem a místy pro piknik
- Coonskin Park - obsahuje bazén, přístřešek pro čluny, klubovnu s možnostmi stravování, tenisové kurty, minigolf, 18-jamkové golfové hřiště a jezero pro rybaření. Na Schoenbaum Soccer Field (fotbalové hřiště) a Amphitheatre uvnitř parku má sídlo fotbalový klub West Virginia Chaos

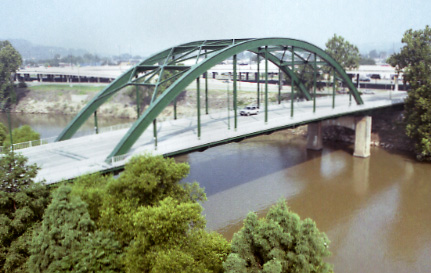
Most přes řeku Elk

- Daniel Boone Park - čtyřakrový park s rampou pro čluny, kde se může také rybařit a piknikovat
- Kanawha State Forest - les o 38 km² s 46 kempy nacházející se v části Loudendale
- Little Creek Park se používá pro basketball, tenis, a závody motokár (soap box cars)
- Magic Island je oblast nacházející se na soutoku řek Elk a Kanawha poblíž Kanawha Boulevardu
- Davis Park
- Haddad Riverfront Park
- Ruffner Park

### Sport
| Klub                  | Sport         | Založen | Liga                                  | Místo                  |
| West Virginia Power   | Baseball      | 1987    | South Atlantic League                 | Appalachian Power Park |
| West Virginia Chaos   | Fotbal        | 2003    | USL Premier Development League        | Schoenbaum Field       |
| West Virginia Wonders | Ženský fotbal | 2008    | National Women's Football Association | TBA                    |

### Nakupování

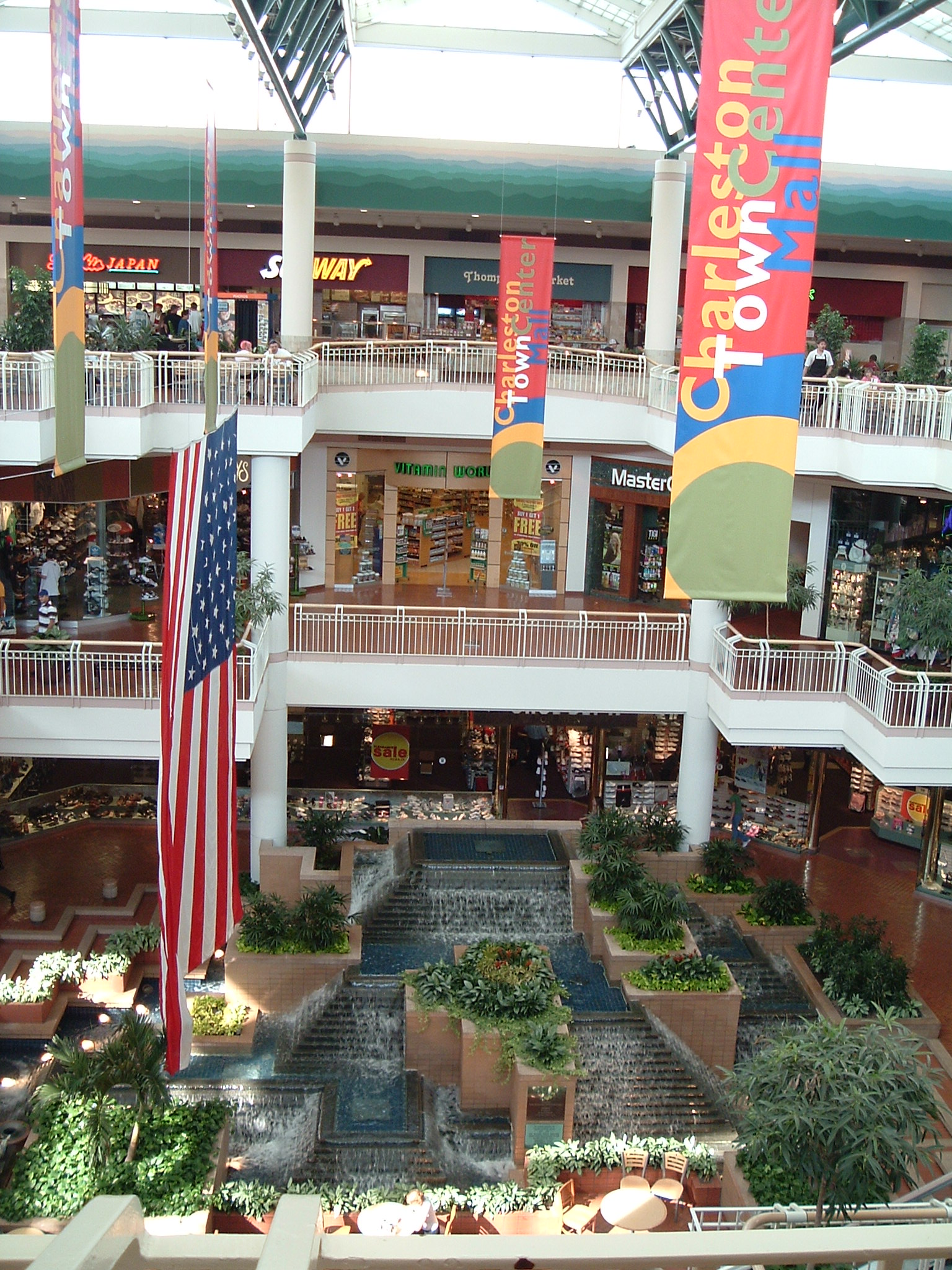
Nákupní centrum
Charleston Town Center

V současnosti jsou v Charlestonu dvě nákupní centra. Největší je Charleston Town Center otevřené v roce 1983 se třemi patry obchodů a restaurací. Základ nákupního centra tvoří obchody Macy's, Sears a J.C. Penney. Čtvrtým základním kamenem je BrickStreet Mutual Insurance Co. Centrum také zahrnuje šest velkých restaurací umístěných na úrovni silnice a 12 fast food restaurantů jako zástupce tzv. food courtu (= velká otevřená plocha s různými stánky fast food restaurací), který se nachází na třetím podlaží.
Druhým městským nákupním centrem je Kanawha Mall postavený v městské části Kanawha City. Velikostí je o mnoho menší a jeho pilíři jsou obchody Elder-Beerman a Gabriel Brothers.
Třemi hlavními nákupními oblastmi v Southridgi jsou Southridge Centre, Dudley Farms Plaza a The Shops at Trace Fork.

## Média

### Tisk
Charleston má dvoje hlavní noviny. Charleston Gazette jsou noviny s největším nákladem v Západní Virgini a vycházejí od pondělka do pátku ráno. Charleston Daily Mail vychází ve všední dny odpoledne. V sobotu a neděli Charleston Gazette a Daily Mail spoluvytváří noviny nazvané Charleston Gazette-Mail.

### Rádio
V Charlestonu existuje celkem 11 stanic s městskou licencí (AM a FM). Většinu z nich vlastní buď West Virginia Radio Corporation nebo Bristol Broadcasting Company.

## Osobnosti města
- Jon Andrew McBride (* 1943), pilot a astronaut
- Jennifer Garnerová (* 1972), herečka

## Partnerská města
- Banská Bystrica, Slovensko, 2009